# Лубець
Лубець (пол. Łubiec) — село в Польщі, у гміні Лешно Варшавського-Західного повіту Мазовецького воєводства.
Населення — 183 особи (2011).
У 1975-1998 роках село належало до Варшавського воєводства.

## Демографія
Демографічна структура станом на 31 березня 2011 року:
|          | Загалом | Допрацездатний вік | Працездатний вік | Постпрацездатний вік |
| -------- | ------- | ------------------ | ---------------- | -------------------- |
| Чоловіки | 92      | 13                 | 69               | 10                   |
| Жінки    | 91      | 14                 | 52               | 25                   |
| Разом    | 183     | 27                 | 121              | 35                   |